# Tres eran tres (pel·lícula)
Tres eran tres és una pel·lícula de cinema espanyola del 1954 dirigida per Eduardo García Maroto, amb guió del propi García Maroto, Jaime García-Herranz i l'humorista Tono.

## Sinopsi
La pel·lícula fa una paròdia en tres episodis de tres estils de cinema: de les pel·lícules de terror, del western i de les pel·lícules de pandereta.

## Repartiment
El repartiment compta amb actors de relleu com Nicolás Perchicot, José Bódalo, Carlos Muñoz, Ángel Álvarez, Manolo Morán, Antonio Riquelme, Manuel Arbó, Luis Sánchez Polack, Joaquín Portillo, Jacinto San Emeterio, Laura Vázquez Díaz, Manuel Requena, Rosita Palomar, Antonio Casas, Félix Briones, Xan das Bolas, Francisco Bernal, Pilar Sirvent, Manuel Guitián, Mariano Alcón, José Alburquerque, Guillermo Hidalgo, Félix Briones, María Luisa Díaz Pavón, Gustavo Re, Matilde Mújica, Antonio Almorós, Emilio Santiago i Rafael Calvo Revilla

## Premis
Medalles del Cercle d'Escriptors Cinematogràfics
| Any  | Categoria   | Pel·lícula                                                     | Resultat   |
| ---- | ----------- | -------------------------------------------------------------- | ---------- |
| 1954 | Millor guió | Eduardo García Maroto Jaime García-Herranz Tono Ángel Falquina | Guanyadors |